# Anker Heegaard
 For alternative betydninger, se Anker Heegaard (virksomhed).
Steffen Peder Anker Heegaard (29. juli 1815 i København – 19. december 1893) var en dansk fabrikant, jernstøber, etatsråd og legatstifter, kendt som den væsentligste kraft bag virksomheden af samme navn.

## Liv og gerning
Han blev født i København, hvor hans fader, Matthias Anker Heegaard, var isenkræmmer; moderen var Henrikke Baggine f. Hornemann. Efter at have gået i det von Westenske Institut kom han straks efter sin konfirmation i lære hos sin fader, og efter dennes død i 1837 overtog han sammen med en ældre broder, Christian August Heegaard, såvel isenkramforretningen som det af faderen 1828 på Blågård anlagte jernstøberi. Brødrene udvidede virksomheden til også at omfatte messingdekorationer til ovne og andre produkter. I1847 hævedes kompagniskabet, og han overtog nu for egen regning støberiet, og fabrikken skiftede navn fra M.A. Heegaard Sønner til Anker Heegaards Jernstøberi.
Han var nu udelukkende fabrikant og fik som sådan snart en betydelig virksomhed, der yderligere forøgedes derved, at han i 1857 købte Statens fabrikker på Frederiksværk, ikke at tale om, at han samme år overtog et lerbrænderi i Blågårdsgade, der væsentlig tilvirkede saltglaserede rør. I Frederiksværk viste hans driftighed sig ved, at han fik installeret en dampmaskine som supplement til den ustabile vandkraft. Endvidere tog Heegaard initiativ til anlægge en havn i Frederiksværk. Den stod klar til indvielse i 1866 og indtjente sig ved udskibning af virksomhedens produkter til hovedkontoret og lagerbygningen i Havnegade i København. Men derfor kunne han også f.eks. på Den nordiske Industri- og Konstudstilling i Kjøbenhavn 1872 optræde som stor udstiller. Han udstillede dampmaskiner, industri- og landbrugsmaskiner samt en betydelig række støbte husholdningsgenstande, hvorimellem som et speciale ypperligt emaljerede gryder. Støberiet var leverandør til bl.a. støbejernsgitteret, som endnu i dag omgiver Ørstedsparken i København. Fabrikken leverede også jernrammer til Hornung & Møllers pianoer og flygler. Heegaard havde imidlertid andet at gøre med denne udstilling end at udstille på den. Den afholdtes af Industriforeningen i København, og Heegaard var denne forenings formand.
Sin offentlige virksomhed havde Heegaard begyndt som medindbyder til og bestyrelsesmedlem i den 1862 stiftede Frihandelsforening. Men hans virksomhed her var kun kort, ja han stillede sig senere nærmest imod denne forenings program. Af større betydning var hans kraftige optræden 1865 mod den da opkomne plan om at afholde en dansk industriudstilling 1866 i København som modtræk imod en til samme tid berammet nordisk udstilling i Stockholm. Den af ham forfægtede anskuelse godkendtes af Industriforeningen, og den samme generalforsamling, der fastslog dette, indvalgte ham med et par andre af sagens talsmænd i foreningens repræsentantskab. Stockholm sejrede, men just derfor blev det nu Industriforeningens sag at gennemføre en nordisk udstilling i København, og da den navnlig ved rustmester Georg Christensens bestræbelser lykkelig gennemførtes i 1872, stod Heegaard som foreningens formand, valgt hertil i 1871. Under ham konstitueredes udstillingskomiteen med den daværende konseilspræsident, lensgreve Ludvig Holstein-Holsteinborg som præsident; under ham indkasserede Industriforeningen udstillingens store overskud, og under ham dannedes endelig den kommission med gehejmeråd C.C. Hall som formand, der gennemførte foreningens længe nærede ønske om oprettelsen af en virkelig stor teknisk skole. Det tekniske Selskabs Skole trådte i virksomhed 1876. Hermed betragtede Heegaard sin virksomhed i Industriforeningen for afsluttet, og han fratrådte samme år som dens formand for at lade andre løse det spørgsmål, der nu frembød sig, Industriforeningens flytning fra Holmens Kanal til udstillingsbygningen på Vesterbrogade, der senere blev nedrevet for at give plads til Industriens Hus.
Det var imidlertid ikke alene Industriforeningen, der knyttede Heegaard til sig. Det samme gjorde Arbejderforeningen af 1860. Fra 1866-1885 var han medlem af denne forenings bestyrelse, og han deltog her bl.a. i bestræbelserne for at skaffe foreningen en egen bygning, hvad der lykkedes i 1875. Han blev endnu valgt til Borgerrepræsentant og virkede som sådan fra 1868-1885, ikke at tale om, at han i 1881 var en af stifterne af Dansk Sparemærkekasse. Han ønskede imidlertid nu at trække sig tilbage til privatlivet, og 1884 overdrog han derfor hele sin virksomhed, fabrikkerne på Blågård og Frederiksværk, til 2 sønner og en svigersøn, heriblandt L.C. Heegaard (født 1845) og svigersønnen H.F.C.M Stephensen (født 1855).
Hans sociale engagement kom også til udtryk gennem en række legater, der blev stiftet på grundlag af en del af hans formue.

## Ægteskaber og familie
Han blev gift i Thisted den 14. september 1844 med Louise Christine Feilberg (f. 11. december 1821, d 13. januar 1905), yngste datter af justitsråd, kontorchef i Nationalbanken Henning Frederik Feilberg og Louise f. Brummer, med hvem han fik seks børn. Heegaard døde i København den 19. december 1893 og er begravet på Assistens Kirkegård.

## Hædersbevisninger
Han blev Ridder af Dannebrog 1869, Dannebrogsmand 1872 og etatsråd 1883.
Anker Heegaards Gade i København er opkaldt efter ham. Han er portrætteret af Julius Exner 1852.